# 山居笔记
《山居笔记》，为中国大陆作家的第二部随笔文集。写在余秋雨散文集《文化苦旅》之后，但在文集《霜冷长河》、《千年一叹》、《行者无疆》、《借我一生》之前。
据作者序言，此集始作于1992年，成书于1994年，历时约两年，其间余秋雨辞去了大部分行政职务，专心写书。《山居笔记》在1995年8月由臺湾的爾雅出版社出版。1998年9月，文汇出版社出版。书中作者强调文化体验、生活体验。

除合湾尔雅版的繁体字版外，这本文汇版的简体字版已印了三十五万册，我亲自从读者手里买得的盗版本有十二种。经常看到有人在报刊上否认目前盗版的严重事实，批判反盗版是“炒作”，我便特地编撰《盗版二十六例》 置之《霜冷长河》精装木卷首，其中选印了《山居笔记》的不同盗版本封面八种，使文化盗贱们无可抵赖。谁知这些年趁我远行历险，他们在国内用成一团，无非是想用诽谤遮盖盗窃，连当年翻云覆兩的黑影也拉出来了。对他们当然不能再用规劝的办法，因此把本书初版的代序撤去，其他地方也有一些相应的改动。正该取笑他们没有把手中的偷盗物细看一番：文明和邪恶不可混淆，历史和法律不容侮弄，怡怡是本书的内容。